# Amparo Guillén (actriz ecuatoriana)
Amparo Piedad Coello Manzanares (Guayaquil, Ecuador, 13 de abril de 1953 - Cali, Colombia, 12 de diciembre de 2024), más conocida como Amparo Guillén, fue una actriz ecuatoriana, reconocida por su papel de Lupita en la serie Mis adorables entenados.

## Biografía

### Inicios
Desde muy pequeña desarrolló un talento para el canto, dedicándose a esta destreza como cantante de peñas iniciando su carrera a principios de los años 80, hasta que descubrió su mayor interés por la actuación. A la edad de 23 años inició su carrera de actriz con el grupo Candilejas, con el cual presentó y desarrolló obras como “Señora Presidenta” y “Las Leandras”.
Su debut en la televisión surgió con el papel protagónico de la primera telenovela de Ecuavisa, Por amor propio, dirigido por Paco Cuesta, donde interpretó a una esposa severa y sensual, lo que le permitió cantar en televisión nacional. También fue parte del elenco de las telenovelas Los que vendrán, Dulce tormento y Pecado.

### Mis adorables entenados
Amparo Guillén fue parte del grupo de teatro La Mueca, junto a los actores Oswaldo Segura, Sandra Pareja, los hermanos Héctor y Andrés Garzón, y Richard Barker, con quienes interpretaron varias obras como Maestra Vida, y Mis adorables entenados, historia que nació en el teatro en 1988 y que llegó a televisión en 1989 hasta 1991, como una serie costumbrista, por la señal de Ecuavisa, en la cual Guillén interpretó a la madre adoptiva abnegada de la familia Vera, llamada Lupita, única mujer casada de Ángel Vera, pero vivía solo con sus entenados, hijos biológicos de su marido con otras mujeres, los cuales eran Pablo, Rosendo, Felipe y Stacy, hasta que logró concebir de su esposo a Angelito, su único hijo biológico.
Guillén formó parte de otras series derivadas como Rosendo presidente.
En 2016 tuvo un reencuentro teatral con todo el elenco de la serie original, recorriendo el Ecuador con la obra Mis adorables entenados, el reencuentro, y en 2017, en Nueva York, Nueva Jersey y  Miami, en Estados Unidos, bajo la dirección de Taty Interllige.
En 2019 volvieron a juntarse para interpretar a los personajes en la obra teatral Madrastra solo hay una.
En 2021, junto a parte del elenco original, grabaron una producción que se transmitió en YouTube, una serie web de una temporada con ocho capítulos llamada Entenados youtubers. Para 2025 tenían planeado una gira de presentaciones, sin embargo Amparo falleció en diciembre de 2024.

### Otros proyectos
Fue parte del elenco de La PPG, de Sí TV, una serie cómica que trataba sobre una familia que habitaba en la calle Pedro Pablo Gómez, junto a Miriam Murillo, Lucho Aguirre, Giovanni Dávila, Prisca Bustamante y Azucena Mora.
También se desempeñó como animadora de televisión en los programas Arriba las mujeres de Sí TV, Despiértese con nosotros de TC Televisión y Rojo rosa.
En 2003 interpretó el papel de Doña Reina, en la segunda etapa de la telenovela La Hechicera, de TC Televisión, protagonizada por Sharon la Hechicera.
Entre sus presentaciones en obras teatrales, se encuentra Vaselina, donde interpretó a la rectora de secundaria, y el musical Latinos, ambas dirigidas por José Miguel Salem y puestas en escena por la compañía Danzas Jazz en 2005.
Actuó para los dramatizados de Archivos del destino de TC Televisión, y fue parte del elenco de Departamento 69 de Canal Uno, junto con Prisca Bustamante y Azucena Mora.

### Regreso
En 2012 participó en la versión ecuatoriana de la serie española Aída, de Teleamazonas, donde trabajó junto a Ruth Coello.
En 2019 regresó a la televisión ecuatoriana en la quinta temporada de la telenovela 3 familias, producción de Ecuavisa, interpretando a la madre de Genaro Tomalá, compartiendo créditos con Martín Calle, Cecilia Cascante, Miriam Murillo, Isidro Murillo, Marcela Ruete, entre otros.
En 2024 tuvo una aparición en la película de falso documental Víctor, presidente: Un candidato de escándalo, en una escena junto a Víctor Aráuz y Christian Maquilón.

## Vida personal
Amparo Guillén fue víctima de violación sexual en dos ocasiones dentro de su familia, a la edad de 6 y 14 años. Este abuso sufrido por Guillén ha hecho que se vea inmersa en el mundo del alcoholismo y la drogadicción durante 21 años de su vida.
A la edad de 23 años fue cuando Amparo empezó a beber alcohol, se excusaba identificando este acto como una actividad normal dentro de su entorno social, tiempo después tuvo la oportunidad de formar parte del mundo de la televisión interpretando a Lupita en Mis adorables entenados. Como resultado de su participación en la TV, empezó a ganar dinero y fama, lo que aumentó gradualmente su vicio por el alcohol. A pesar de tener un problema de consumo excesivo, Amparo ocultó su adicción al alcohol de los medios y de su familia por varios años, pues le costó mucho sacrificio llegar a formar parte de este entorno por el cual ha luchado tanto a lo largo de su vida. La actriz siempre fue muy profesional y puntual a la hora de llegar al canal para cada sesión del programa, nunca fue descubierta ni acusada de ser un mal ejemplo en las calles, pues se encargaba de realizar sus actividades sociales en lugares confiables y ocultos.
A pesar de que su verdadero nombre era Amparo Piedad Coello Manzanares, utilizó artísticamente el apellido Guillén, porque era de su exesposo Rodrigo Guillén, quien falleció en Estados Unidos.
Guillén fue una persona muy trabajadora y buscó siempre darles las mejores oportunidades a sus hijos, tal es el caso de que cuando tuvo los recursos suficientes, envió a estudiar a Estados Unidos a su pequeña hija a la edad de 9 años. Esto empeoró su alcoholismo, pues llegó a beber todos los días hasta la madrugada para al día siguiente llegar a casa, darse una ducha, prepararse e ir a trabajar. Su buen desempeño y reconocimiento laboral la cegó de pensar que había algo malo en su vida con el tema del alcohol.
Amparo dejó el alcohol a la edad de 44 años y como parte de su recuperación, compartía sus experiencias y contaba su testimonio de vida a los jóvenes para evitar que más personas caigan en el mundo de la adicción a las drogas y el alcohol.
Creó la fundación Amparo número 4112, una clínica de rehabilitación en la que estuvo a cargo durante trece años, pero debido a problemas en el manejo de la institución, pérdidas económicas por el incendio de su casa, el robo de su auto y sus enfermedades, decidió no volver a abrir clínicas de rehabilitación porque le representaban un desgaste físico, para así retomar la actuación en televisión en 2012, sin embargo no dejó de dar terapias en clínicas donde la necesitaran.
En 2019, la actriz formó parte del Movimiento CREO, donde se postuló como candidata a concejal de Guayaquil para las elecciones seccionales de 2019, pero no resultó elegida. En 2023 volvió a postularse para concejal de Guayaquil en las elecciones seccionales de 2023, esta vez auspiciada por el Movimiento MOVER, sin embargo tampoco resultó electa.

## Fallecimiento
El 12 de diciembre de 2024, falleció a causa de un infarto en la ciudad de Cali, Colombia, donde se encontraba visitando a familiares. Guillén padeció diabetes durante 20 años, y debido a su bajo recurso económico no pudo tratarse debidamente dicha enfermedad. En los últimos años, su salud se deterioró durante la pandemia de COVID-19, además padecía colon irritable y una neuropatía que le impedía sentir sus pies y dedos de las manos.
Al momento de su fallecimiento, Guillén tenía planeado realizar una gira teatral junto con sus compañeros de Mis adorables entenados durante 2025.

## Logros profesionales
Fue condecorada por la Asamblea Nacional en 2018 y recibió el premio Matilde Hidalgo de Procel al mérito cultural junto con la cantante italiana Laura Pausini.
El 15 de agosto de 2018, Amparo recibió un reconocimiento por sus 42 años de trayectoria en el mundo de la actuación por parte de Jonathan Parra, asambleísta de la provincia de Guayas. 

“Este reconocimiento para mí significó algo maravilloso. Muy pocas personas recuerdan a los actores o a las actrices, o a la gente de las artes que ya pasamos de los 42 años (de trayectoria) como yo, habiéndonos dedicado a esta profesión, dándole méritos y cosas hermosas a nuestro país”.

 A pesar de ciertos problemas económicos, Guillén publicó en el 2018 su propio disco musical el cual contiene 10 canciones.

## Filmografía
- (2024) Víctor presidente, un candidato de escándalo
- (2019-2020) 3 familias - Carmen Concha vda. de Tomalá "Carmita"
- (2012) Aída - Eugenia García
- (2006) Rosendo Presidente - Lupe López de Vera "Lupita"
- (2006) Departamento 69
- (2003) La Hechicera - Doña Reina
- (1998) La PPG
- (1995) María Soledad - Nana
- (1994-1995) Dulce tormento - Carmen Rivas
- (1989-1991) Mis adorables entenados - Lupe López de Vera "Lupita"
- (1987) Por amor propio